# Eriocaulon ravenelii
Eriocaulon ravenelii là một loài thực vật có hoa trong họ Eriocaulaceae. Loài này được Chapm. mô tả khoa học đầu tiên năm 1860.